# Expansion du nom
En syntaxe, l'expansion du nom est un type de fonction syntaxique qui permet de caractériser un nom au sein d'un groupe nominal. 
Il peut s'agir :
- d'un adjectif ou d'un nom épithète ;
- d'un adjectif ou d'un nom apposé ;
- d'un autre groupe nominal en fonction de complément du nom ;
- d'une proposition subordonnée relative ayant pour antécédent le nom caractérisé ;
- de certaines (rares) propositions subordonnées complétives qui élargissent une série de noms étiquetés comme « abstraits », et dont le verbe est toujours au subjonctif : L'idée que tu viennes me réjouit. Elles ne doivent pas être confondues avec des relatives : le morphème conjonctif que ne saurait avoir fonction de COD, puisque le verbe venir est intransitif.